# Arctosa promontorii
Arctosa promontorii este o specie de păianjeni din genul Arctosa, familia Lycosidae. A fost descrisă pentru prima dată de Pocock, 1900. Conform Catalogue of Life specia Arctosa promontorii nu are subspecii cunoscute.